# Cuisine slovaque

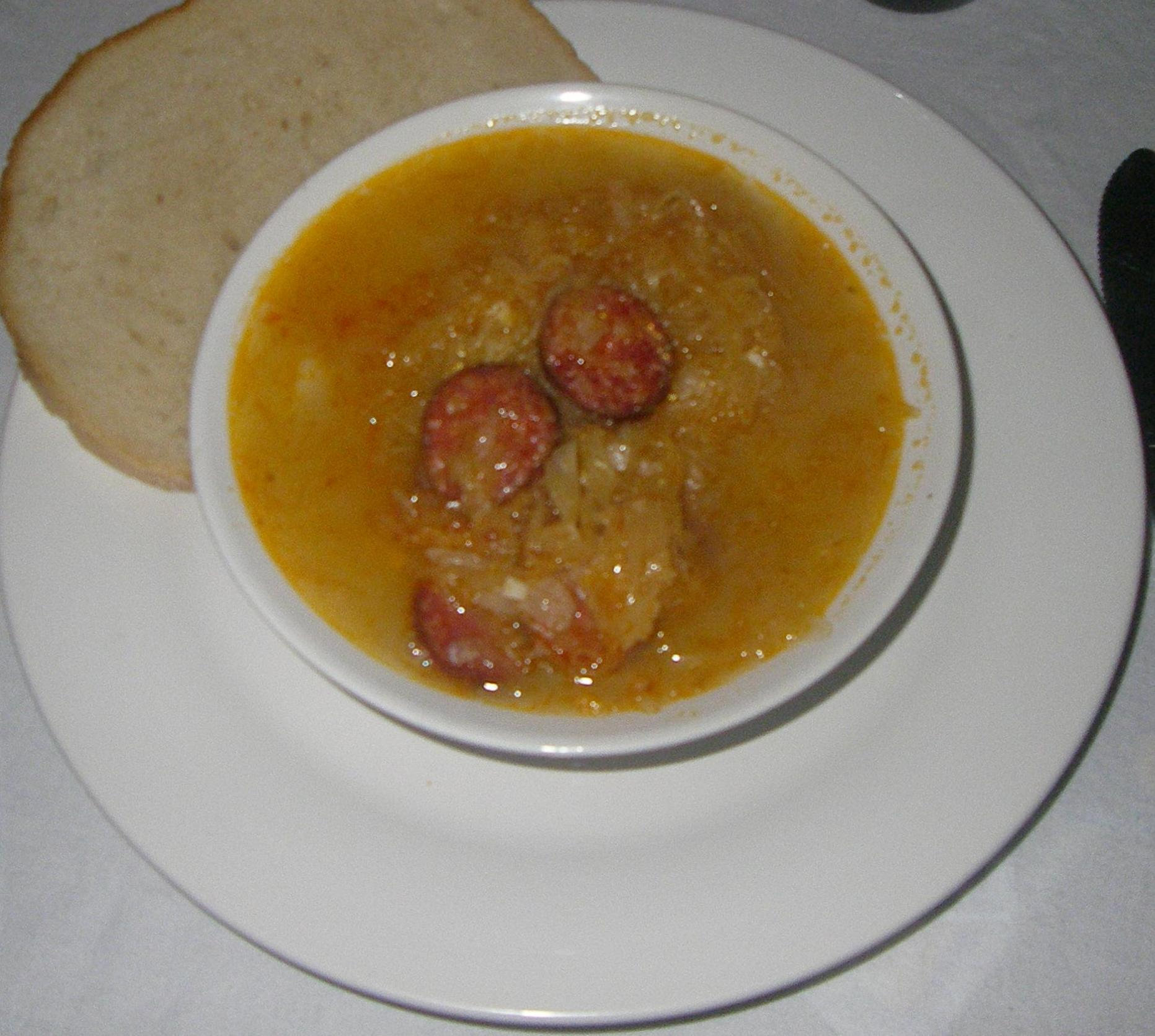
Kapustnica (soupe faite à base de choucroute et de saucisse).

La cuisine slovaque varie légèrement, bien que parfois de façon spectaculaire, d'une région à l'autre. Elle a été influencée par la cuisine traditionnelle de ses voisins qu'elle a elle-même influencés. Les origines de la cuisine traditionnelle slovaque proviennent d'une époque où la majorité de la population vivait dans des villages, en auto-subsistance, avec des importations et des exportations alimentaires très limitées et sans moyens modernes de conservation des aliments ou de transformation. 

## Ingrédients
Cela a donné lieu à une cuisine fortement dépendante d'un certain nombre de produits alimentaires de base capables de résister aux étés chauds et des hivers froids. Ces produits comprenaient du blé, des pommes de terre, du lait et des produits laitiers, de la viande de porc, de la choucroute et des oignons ainsi que, dans une moindre mesure, de la viande de bœuf, d'agneau, de chèvre, de la volaille, des œufs et quelques autres légumes locaux, fruits et champignons sauvages.
Toutes ces denrées étaient habituellement produites et traitées par les familles, denrées elles-mêmes complétées avec le commerce local des marchés du pays.

## Conservation et cuisson
Parmi les techniques de préparation et de conservation utilisées : le saumurage (poissons, fromages, viandes), la fermentation lactique, la macération, le malossol, le fumage, le séchage.
Les modes de cuisson sont variés : mijotage, braisage, rôtissage, grillade. réduction, cuisson à l'étouffée, bouillon...

## Plats

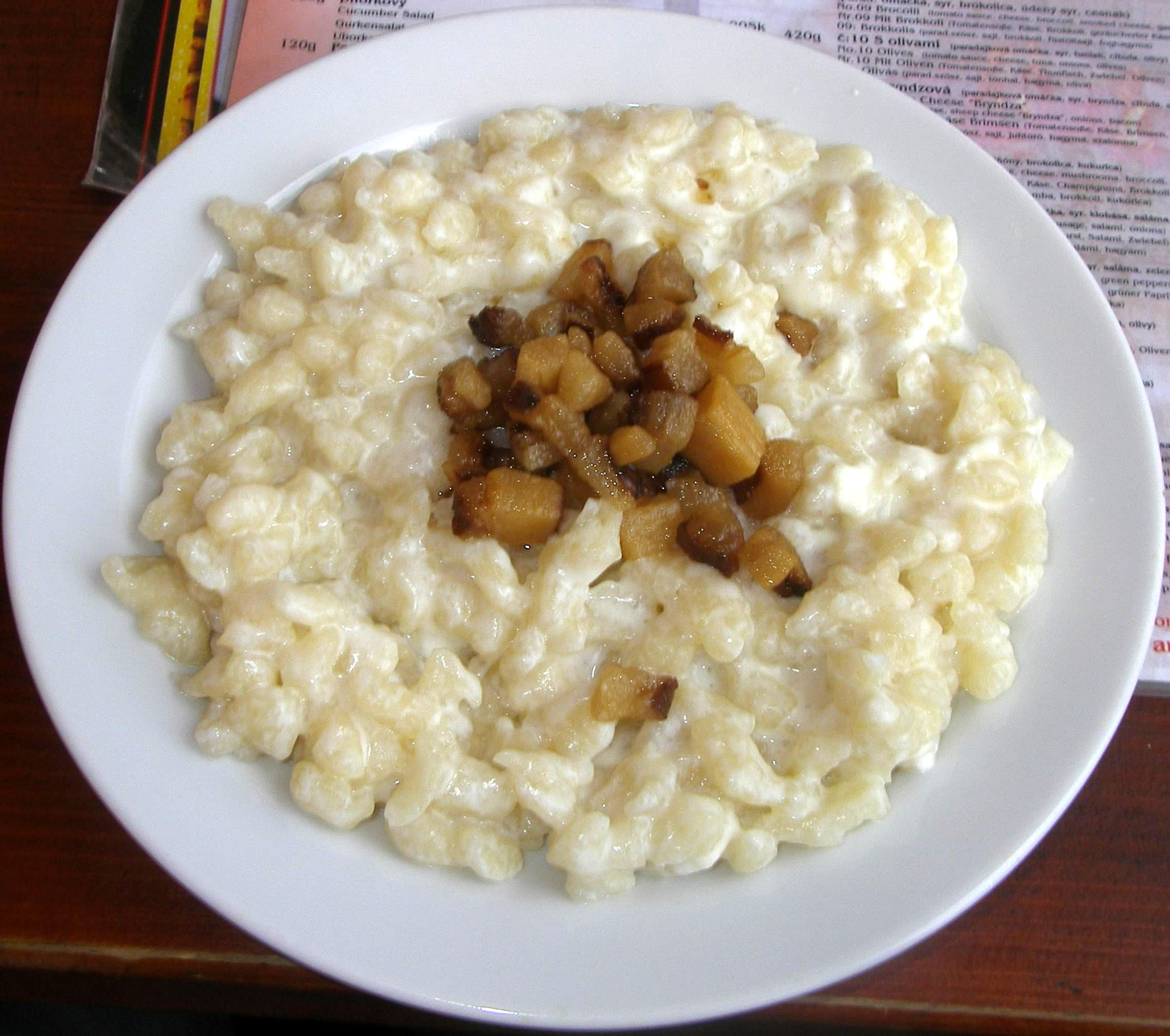
Bryndzové halušky.

Le plat national sont les bryndzové halušky, des nouilles de pomme de terre au fromage de brebis et au lard. Une variante de ce plat sont les strapačky où le fromage est remplacé par du chou.

## Soupes
Une des soupes courantes est la fazuľová, une soupe de haricots, la kapustnica, soupe à base de choucroute et de saucisse, omniprésente sur les tables slovaques durant la fête de Noël ou la rezancová, un bouillon de poulet.